# Zahlen-Verbindungs-Test
Der Zahlen-Verbindungs-Test (ZVT) ist ein sprachfreier Intelligenztest, der jene Leistungsgeschwindigkeit misst, die allen Intelligenzleistungen zugrunde liegt. Diese korrespondiert mit Fähigkeitsbündeln, welche in der Literatur als "perceptual speed" oder "Verarbeitungsgeschwindigkeit" bezeichnet werden.
Der Test wurde von Wolf Oswald und Erwin Roth 1978 entwickelt und liegt seit Januar 2016 in einer dritten, komplett überarbeiteten und neu normierten Auflage vor. Der Zahlen-Verbindungs-Test ist dazu geeignet, milieuunabhängige, d. h. genetisch vorgegebene Leistungsunterschiede in den o. g. Bereichen zu messen und lässt Rückschlüsse auf das allgemeine Intelligenzniveau eines Probanden zu. Der Test weist einen breiten Anwendungsbereich auf und ist ohne großen Aufwand durchzuführen.

## Theoretische Grundlagen
Von Wolf D. Oswald wurde 1970 ein Mehrfachwahl-Reaktionstest auf der Grundlage einer sprachunabhängigen Alltagsfähigkeit – dem Zählen – weiterentwickelt. Vorbild war der Trail Making Test (TMT) von Reitan aus dem Jahr 1956. Die Zahlen sind dort zufällig auf einem Blatt verteilt und müssen vom Probanden so rasch wie möglich miteinander verbunden werden. Beim Zahlen-Verbindungs-Test ist die Anordnung der Zahlen systematisch und die nächsthöhere Zahl jeweils in unmittelbarer Nachbarschaft der vorherigen Zahl zu finden, was eine Quantifizierung der einzelnen Mehrfachwahl-Handlungen in Bit und damit die Konstruktion von Parallelversionen ermöglicht. Der Zusammenhang zwischen Mehrfachwahl-Reaktionstempo und Intelligenz konnte in verschiedenen Untersuchungen nachgewiesen werden. Die Messung von Mehrfachwahl-Reaktionszeiten erfordert weder eine sprachliche Leistung, noch eine dem Alter angepasste Aufgabenstruktur.

## Einsatzbereiche
Der Test weist einen breiten Anwendungsbereich auf: In der Grundversion mit Normwerten für Kinder, Jugendliche und Erwachsene von 7 bis 80 Jahren aus allen Bildungsbereichen. Voraussetzung für die Durchführung ist das Beherrschen des Zahlenraumes bis 100 sowie das sichere Führen eines Stiftes. Der Test ist als Einzel- und Gruppentest durchführbar und aufgrund seiner Bearbeitungszeit von circa 4 Minuten in der Gruppentestvariante bzw. circa 10 Minuten in der Einzeltestvariante und seiner Anwendungsart als Paper-Pencil-Test als sehr ökonomisch anzusehen.
Zum Einsatz kommt der ZVT in der Klinischen Neuropsychologie zur Diagnostik hirnorganischer Erkrankungen, um das Ausmaß von Leistungseinbußen durch Krankheitsprozesse zu dokumentieren. Zudem wird er in der schulischen Differenzialdiagnostik, in der Entwicklungs-, Differentiellen und Allgemeinen sowie in der Angewandten Psychologie genutzt. Des Weiteren findet er Anwendung im Rahmen von Verkehrsgutachten, in der wissenschaftlichen und klinischen Forschung zur Interventionsüberprüfung und Verlaufsdokumentation, bei Testvalidierungen sowie bei Personalberatungsfirmen.
Für ältere Probanden (55 bis 95 Jahre) und Fragestellungen aus dem geronto-psychologischen Bereich wurde eine eigenständige Version in Form des Zahlen-Verbindungs-Test-G (ZVT-G) konzipiert, welcher Bestandteil des Nürnberger-Alters-Inventars ist.

## Ablauf
Der Untersucher legt dem Patienten 4 Matrizen mit jeweils 90 scheinbar willkürlich angeordneten Zahlen vor. Der Patient soll die Zahlen in ihrer numerischen Reihenfolge so schnell wie möglich aufsteigend miteinander verbinden, wobei sich die jeweils nachfolgende Zahl immer in unmittelbarer Nähe der vorherigen befindet. Der Proband muss nacheinander vier Parallelversionen bearbeiten, wobei der Versuchsleiter die jeweils benötigte Zeit in Sekunden notiert und dann einen Durchschnittswert bildet. In der Gruppentestung wird die Bearbeitungszeit auf 30 Sekunden (bzw. 60 Sek. bei 7-9-Jährigen) pro Blatt begrenzt und die jeweils erreichte Zahl notiert. Aus den nach Altersklassen, Schulformen, klinischen ICD-Diagnosen und Testvarianten getrennten Normwerttabellen können IQ-Werte, Prozentränge, Centile, z- und T-Werte sowie Standardwerte entnommen werden.

## Gütekriterien
Die Normwerte der Neuauflage 2016 wurden aus einem Datenpool von 24971 Datensätzen generiert. Durchführungs- als auch Auswertungsobjektivität sind gegeben. Für die Test-Reliabilität wurden Werte von r = .81 bis .97 errechnet. Zur Validität liegen umfangreiche Angaben vor: Der Test korreliert mit traditionellen Intelligenztests mittel bis hoch, mit Schulnoten und Schulleistungstests eher gering, mit Konzentrationstests gering bis mittel, mit Evozierten Potentialen und mit weiteren Aktivierungsparametern systematisch. In Zwillingsuntersuchungen erwies sich der ZVT als wenig milieuabhängig und stärker genetisch verankert als traditionelle Intelligenztests. In neuropsychologischen Untersuchungen bewährte sich der ZVT als ein sensitives Instrumentarium bei Hirnleistungsstörungen und deren Behandlung sowie bei Depressionen  und Schizophrenien.